# Sapardurdy Toýlyýew
Sapardurdy Toýlyýew (n.  ?, Republica Sovietică Socialistă Turkmenă, URSS) este un politician turkmen, președintele Academiei de Științe din Turkmenistan⁠(d) din 2018.

## Biografie
A absolvit Universitatea de Stat de Medicină din Turkmenistan în 1981. A lucrat în domeniul asistenței medicale și al educației medicale. Până în februarie 2007, a fost prorectorul pentru activități educaționale a Universității de Stat de Medicină din Turkmenistan. Ulterior, a devenit rectorul acestei instituții.
În 2010-2011, a fost șeful Departamentului de Sănătate al Cabinetului de Miniștri din Turkmenistan. În perioada 8 iulie 2007 – 2 decembrie 2011, a condus Comitetul de stat pentru turism și sport din Turkmenistan. La 2 decembrie 2011, a fost numit vice-premier pe chestiuni de știință, tehnologii și inovație, cât și președinte al Comisiei extraordinare pentru combaterea răspândirii bolilor.
În luna mai a anului 2012, a fost înaintat la funcția de președinte al Asociației de Fotbal din Turkmenistan; candidatura sa a fost susținută de toți delegații conferinței.
La 25 ianuarie 2018, a fost ales președinte al Academiei de Științe din Turkmenistan⁠(d).

## Premii și recunoaștere
Toýlyýew, pe când era vice-premier, a fost decorat de către Președintele Turmenistanului Gurbangulî Berdîmuhamedov cu medaliile jubiliare „20 de ani de independență a Turkmenistanului” (2011) și „25 de ani de independență a Turkmenistanului” (2016).